# Champ de bataille de Waterloo
Le champ de bataille de Waterloo est l'aire où se déroula la bataille de Waterloo le 18 juin 1815 actuellement protégée et inscrite au Patrimoine immobilier exceptionnel de la Région wallonne.

## Lieux
Le site est dans un état proche de celui du XIXe siècle. Durant ce siècle-là, la région n'est que peu concernée par l'industrialisation et conserve sa vocation agricole. Au début du XXe siècle, afin de préserver le champ de bataille d'une urbanisation anarchique et d'une spéculation foncière due à sa proximité avec Bruxelles, naît le projet de sauvegarde. Les Britanniques, sensibles à cette protection, apportent des fonds récoltés par souscription publique pour permettre au gouvernement belge d'indemniser les propriétaires des lieux. Le Parlement belge vota le 26 mars 1914 une loi protégeant le site de la bataille. Il s'agit de la première loi du genre en Belgique. Cette loi a jusqu'à présent été respectée, à l'exception du couvent des Dominicaines de Fichermont qui a été construit en 1929 dans la partie nord-est du champ de bataille avec l'accord du gouvernement de l'époque.
En mars 2014, la Direction de la protection du Patrimoine du Service public de Wallonie lance une procédure d'extension de la zone protégée. La superficie protégée par la loi de 1914 passerait ainsi de 535 ha à 1 193,17 ha. Les bourgmestres des communes concernées, à savoir Braine-l'Alleud, Lasne et Waterloo, marquent leur opposition au projet.
En mai 2015, la Région wallonne prend un arrêté de classement étendant la protection du site de 451 hectares complémentaires, n'englobant pas l'agglomération de Plancenoit, initialement prévue, dans la nouvelle zone protégée. Au total, 986 hectares sont depuis lors inclus dans le périmètre de protection.

### Enjeu commémoratif et touristique
Waterloo fut tout au long du XIXe siècle le champ de bataille le plus visité d'Europe. En 2018, le lieu était encore le neuvième site touristique le plus fréquenté en Région wallone.  
Dans la perspective du bicentenaire de Waterloo, la région wallonne a mis en valeur la route Napoléon, trajet que Napoléon a emprunté en Belgique durant les quatre jours qu'il y est resté.
Enjeu touristique mais aussi culturel, ce lieu mythique par excellence peut être l'objet de « controverses locales, régionales, fédérales, voire européennes ». Ainsi le site de la bataille de Waterloo est délimité entre quatre communes (Braine-l'Alleud qui revendique être le lieu des principales phases de la bataille, Genappe, Lasne et Waterloo) qui se disputent cette attraction touristique majeure d'autant plus que ce site est protégé depuis le 26 mars 1914 et que c’est la commune de Waterloo qui bénéfice des principales retombées économiques.

## Le champ de bataille aujourd'hui

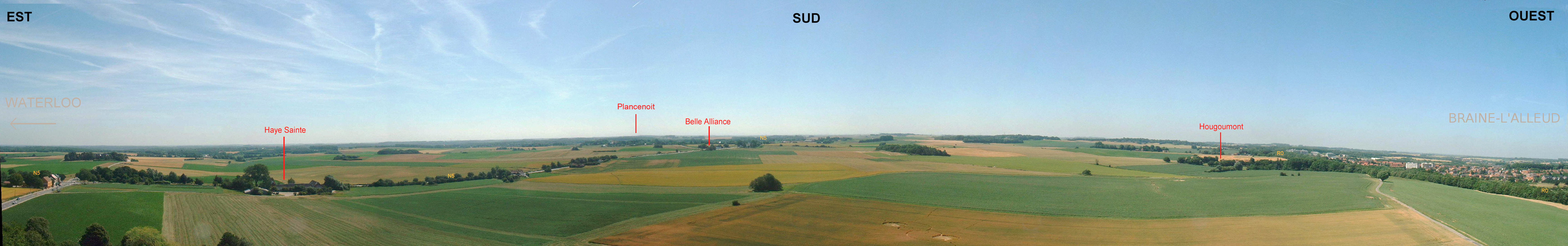
Vue sur 180° vers le sud du champ de bataille tel qu'il se présente au visiteur (photos prises de la butte du Lion).

### Les bâtiments de 1815
Les bâtiments suivants de 1815 sont toujours en place sur le site même du champ de bataille :
- la ferme de Mont-Saint-Jean
- la ferme de la Haie Sainte (propriété privée)
- la Belle-Alliance (propriété privée)
- la ferme de la Papelotte
- la ferme de Hougoumont

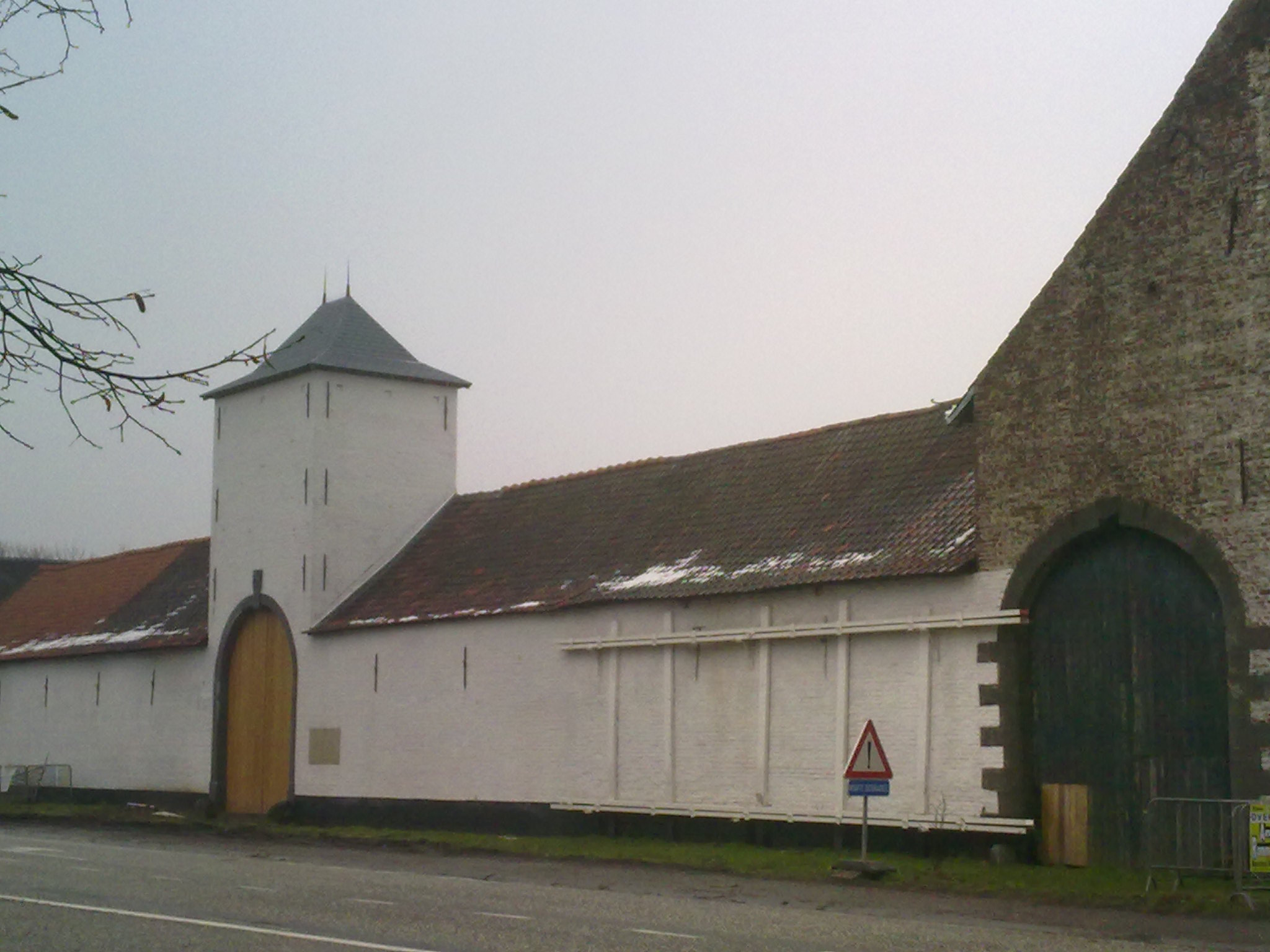
La ferme de Mont-Saint-Jean.
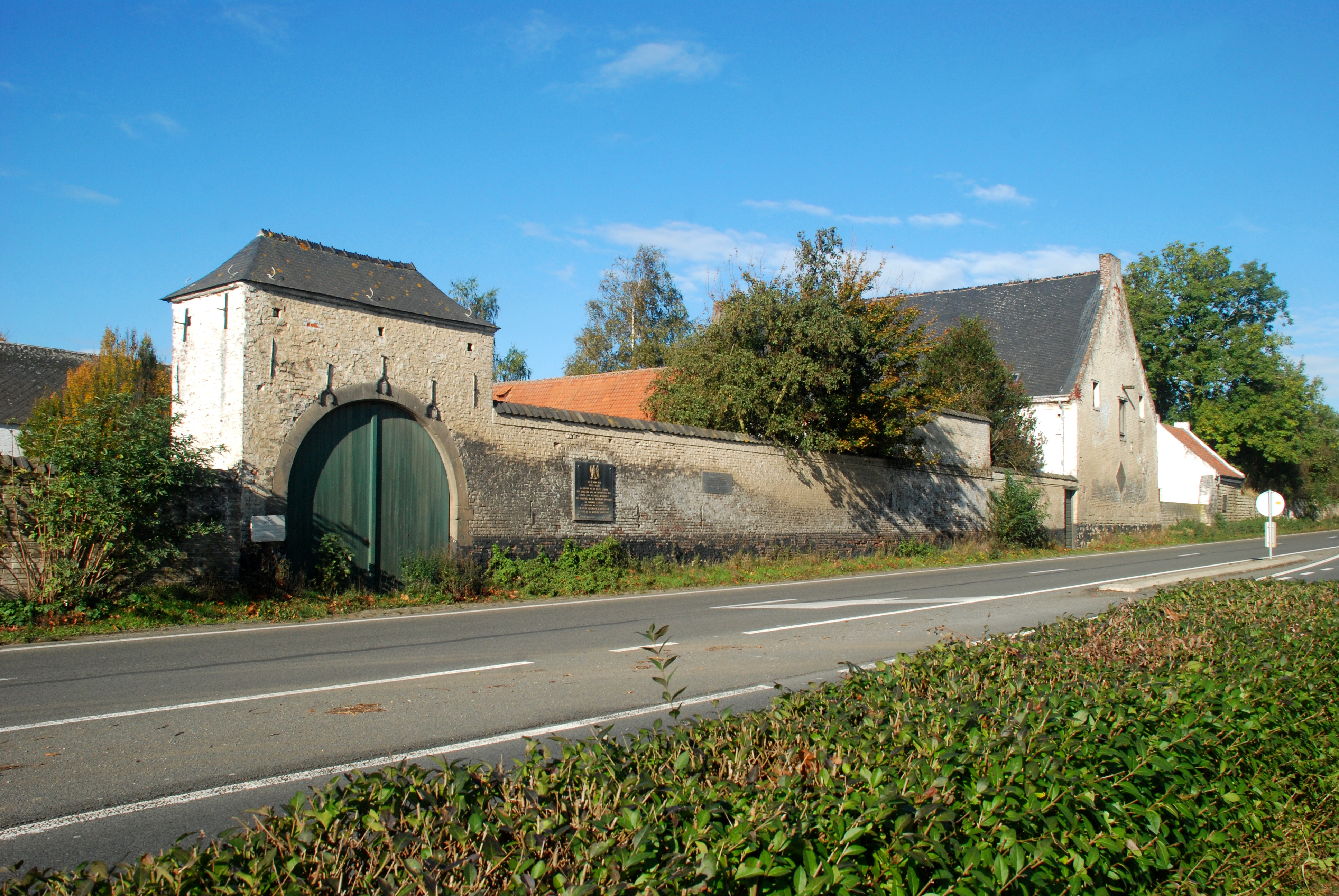
La ferme de la Haie Sainte.
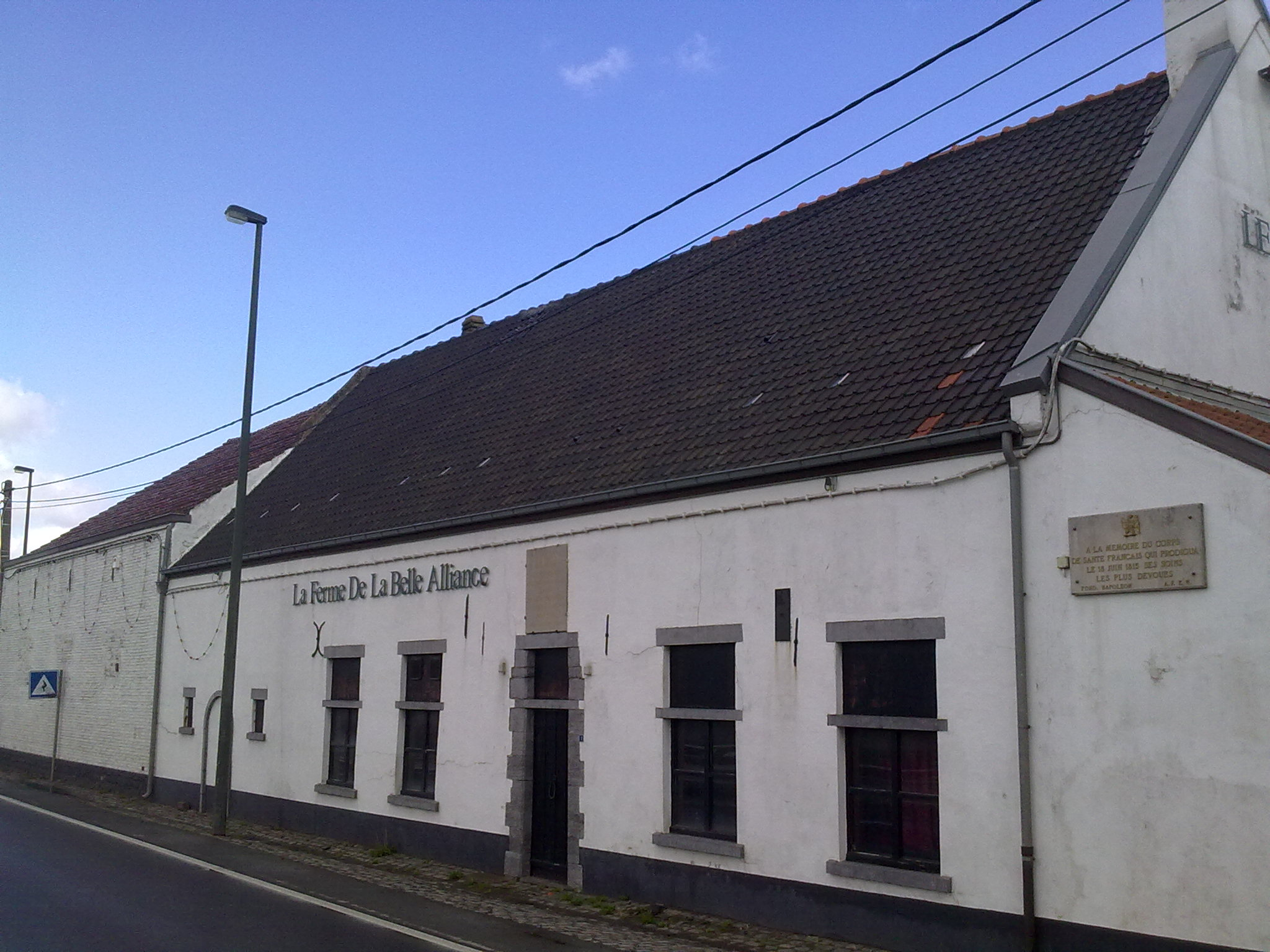
Logis de la ferme de la Belle-Alliance.
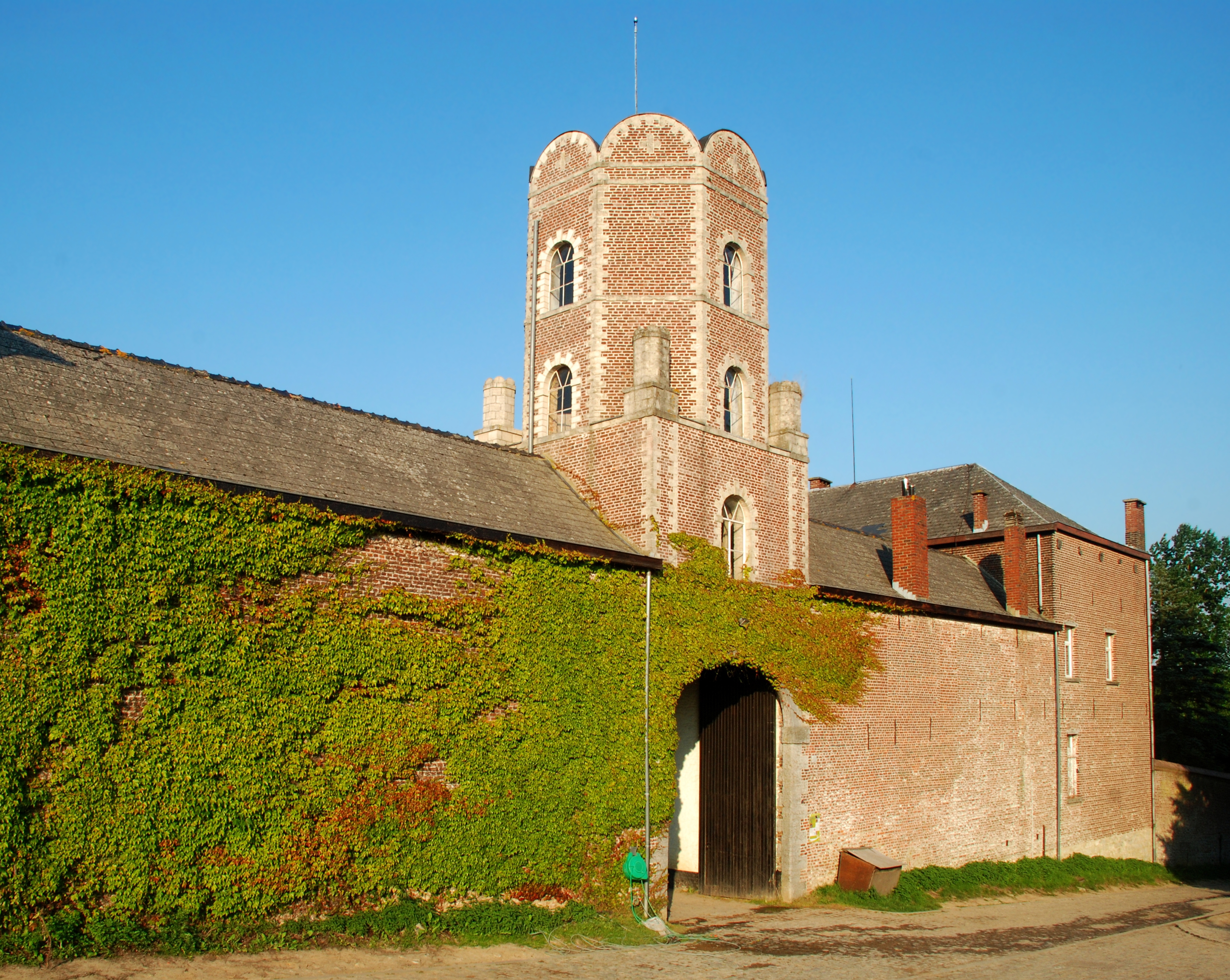
Ferme de la Papelotte.
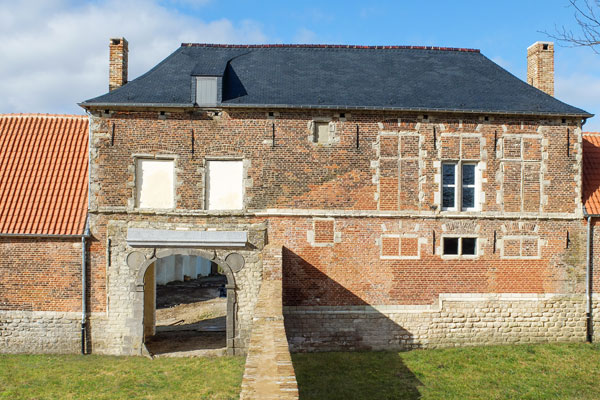
Ferme de Hougoumont.

### Monuments
- Butte du Lion

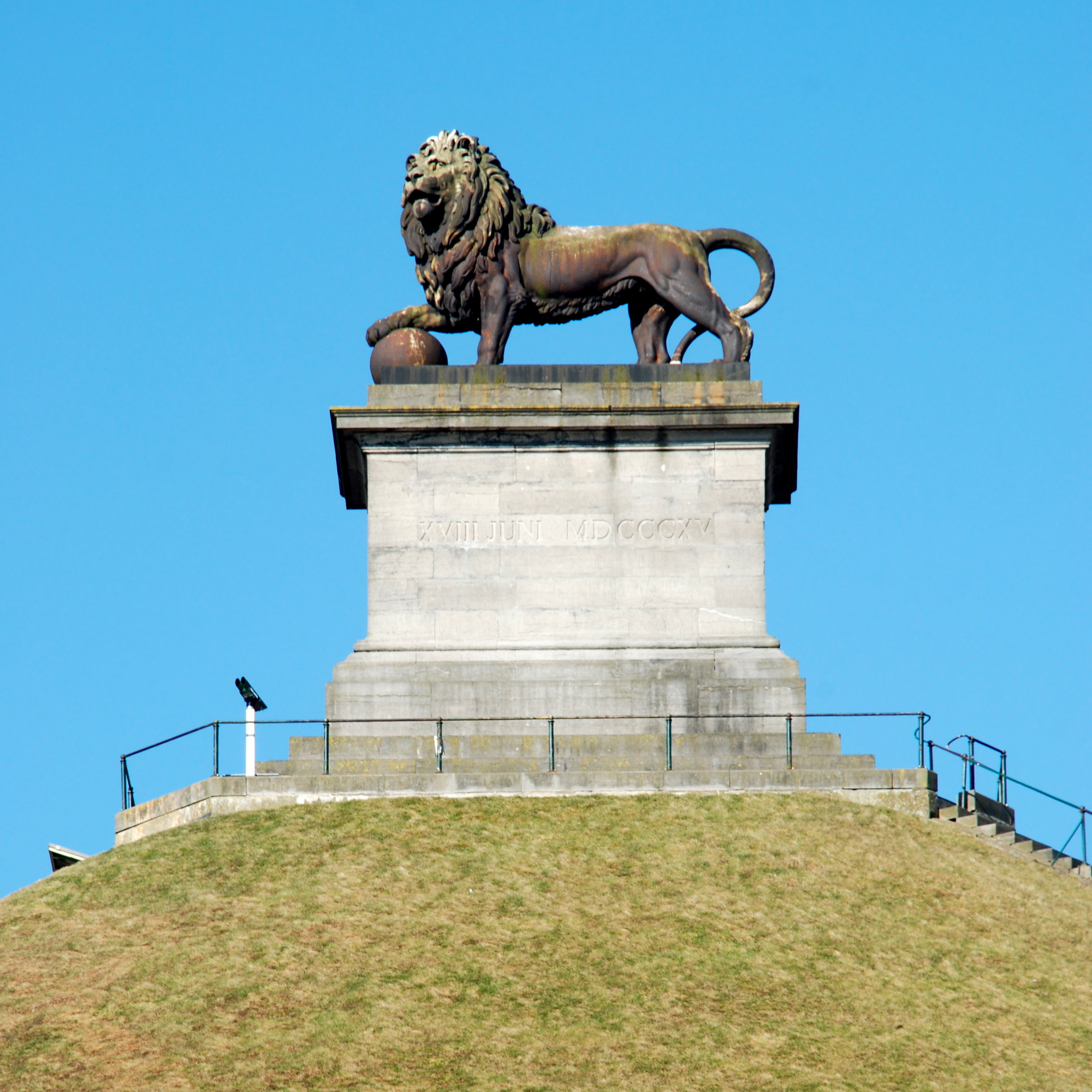
Lion de Waterloo.

Il s'agit d'une haute butte surmontée d'un Lion. Elle marque l'endroit où le Prince d'Orange a été (légèrement) blessé au cours de la bataille. Le monument a été érigé entre 1824 et 1826.
Le Lion de Waterloo se trouve sur le territoire de Braine-l'Alleud ; la limite avec la commune de Waterloo se trouve le long du chemin menant à la butte.
- Monument Gordon

Situé au sud-ouest du carrefour de la chaussée de Bruxelles (N5) et du chemin d'Ohain.
Le lieutenant-colonel Gordon était le frère du ministre Lord Aberdeen. Il était aide de camp de Wellington et fut gravement blessé à la cuisse alors qu'il accompagnait le duc. Amputé, il expira après avoir appris la victoire des alliés. Il avait 29 ans. Sa famille fit ériger un important monument à sa mémoire.
- Monument aux Belges

Situé à proximité du monument Gordon (au nord-est du carrefour).
Érigé en 1914 à la mémoire des Belges morts lors de la bataille… et ayant combattu dans les deux camps.
- Monument aux Hanovriens

Situé à proximité du monument Gordon (au sud-est du carrefour). Érigé en 1818.
- Monument prussien

Situé à Plancenoit. Érigé en 1818 selon des plans de l'architecte allemand Schinkel.
- L’Aigle blessé

Situé 300 mètres au sud de la Belle-Alliance, à Plancenoit.
Le monument est inauguré en 1904 pour honorer les soldats français.
Dès 1929, il fit l'objet de pèlerinages de Wallons (qui voulaient dénoncer l'influence grandissante de la Flandre).
- Colonne Victor Hugo

Situé 200 mètres au sud de la Belle-Alliance.
Commencé en 1911, le monument n'a été terminé et inauguré qu'en 1956.
Lors de son premier séjour en Belgique, en 1837, Hugo avait refusé de visiter Waterloo. Il y vint en 1852, lors de son exil et y passa huit semaines qu'il résuma par la phrase « C’est là que j’ai fait l’autopsie de la catastrophe. J’ai été deux mois courbé sur le cadavre ».

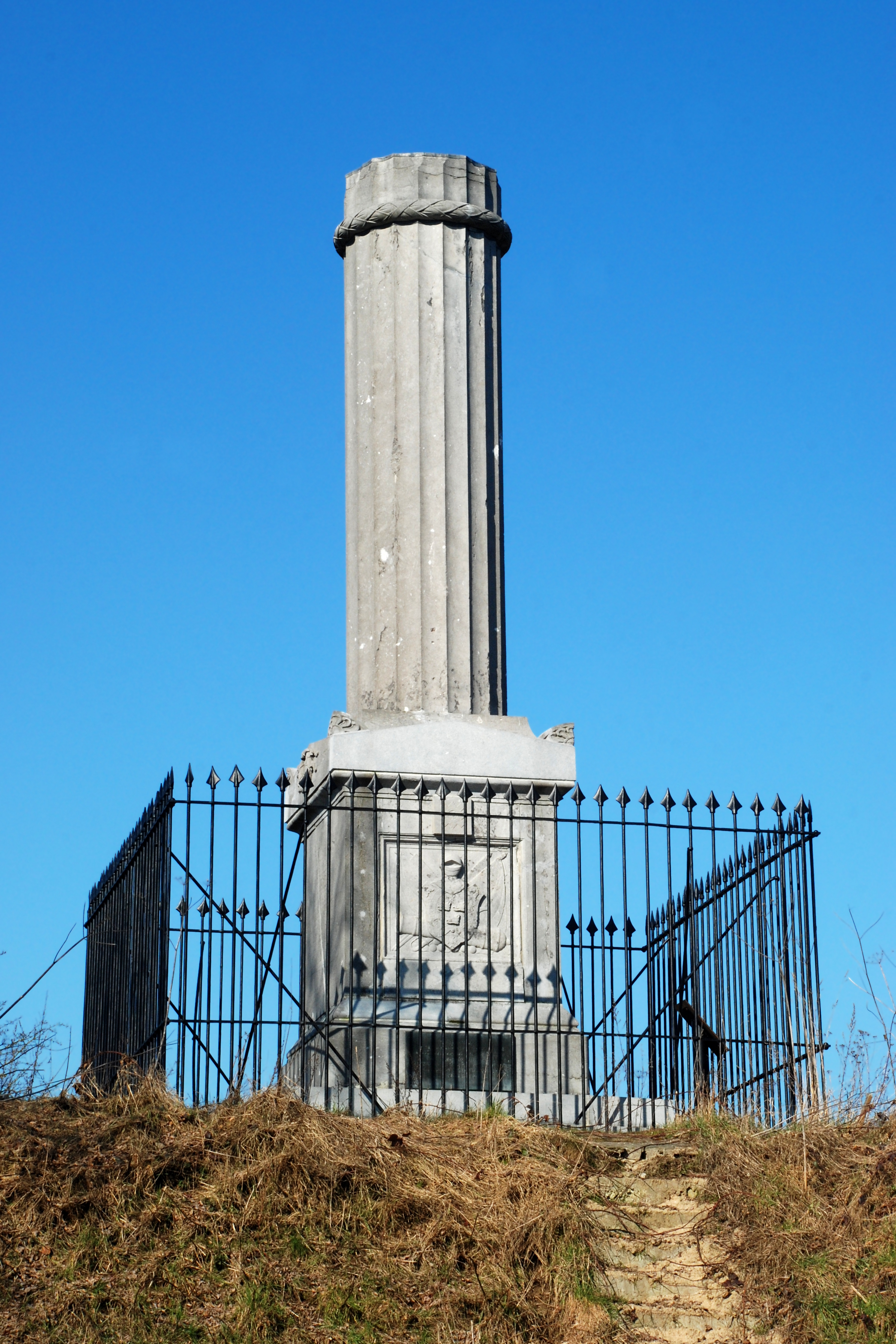
Le monument Gordon.
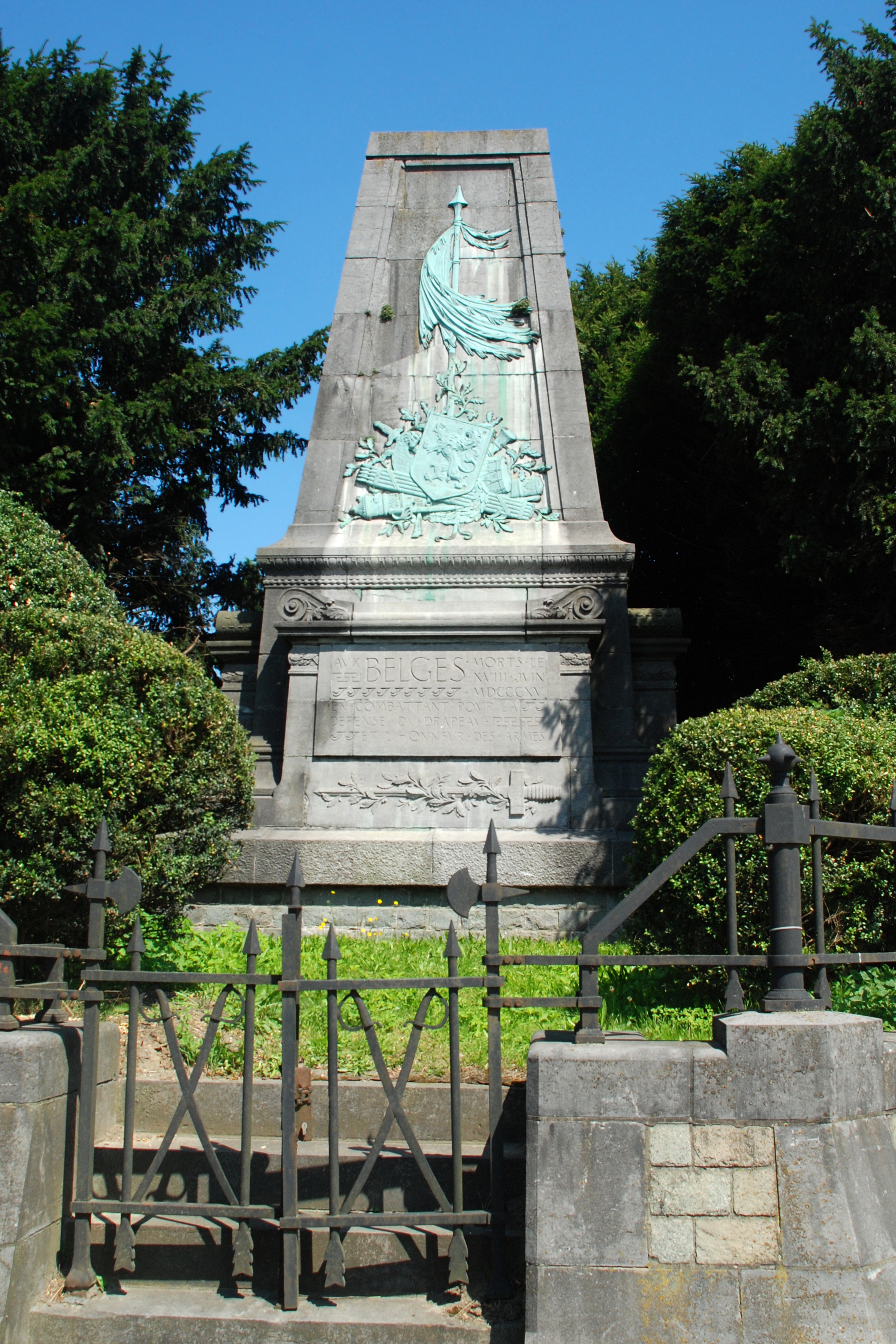
Le monument aux Belges.
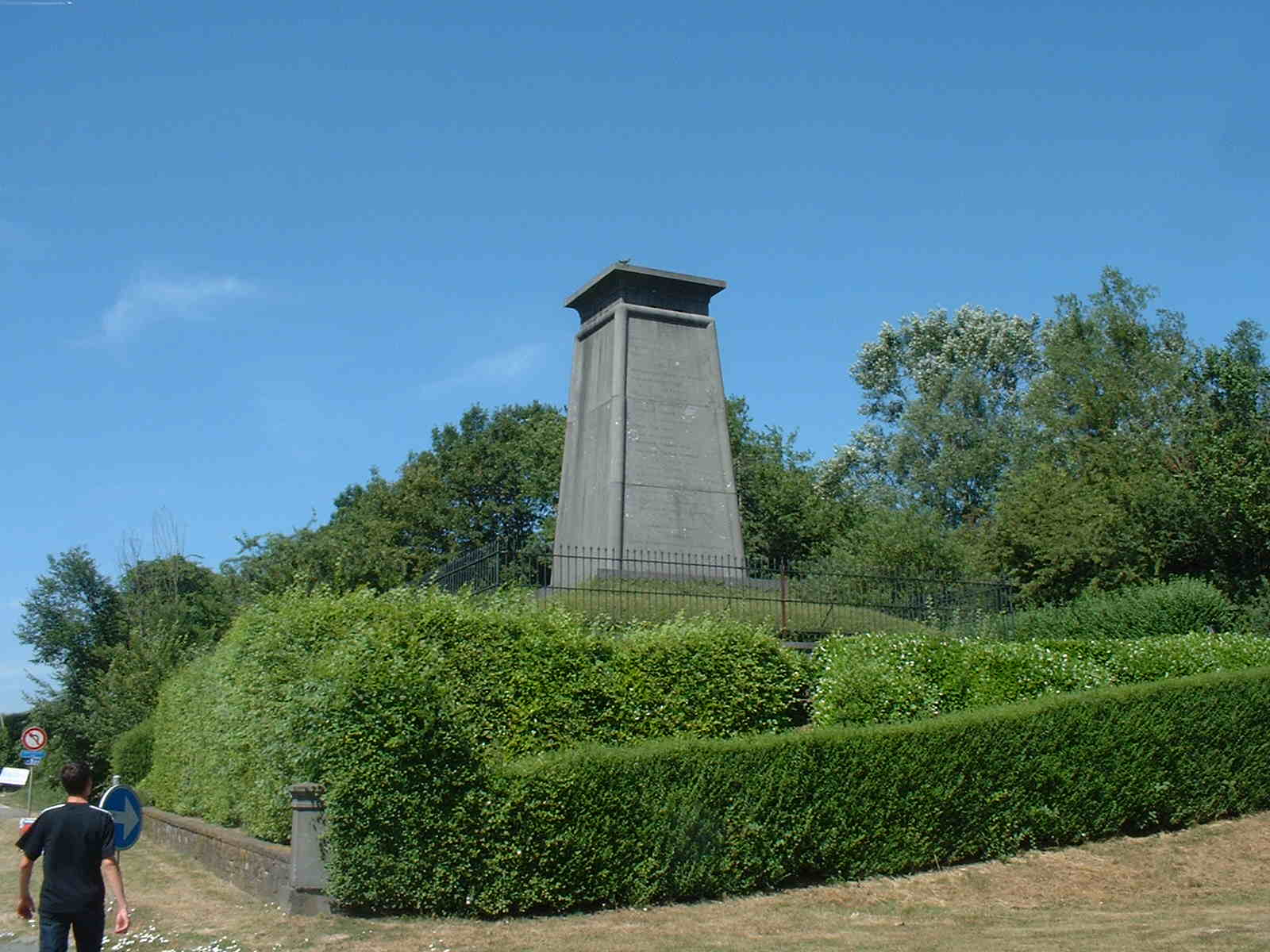
Le monument à la King's German Legion (monument des Hanovriens).
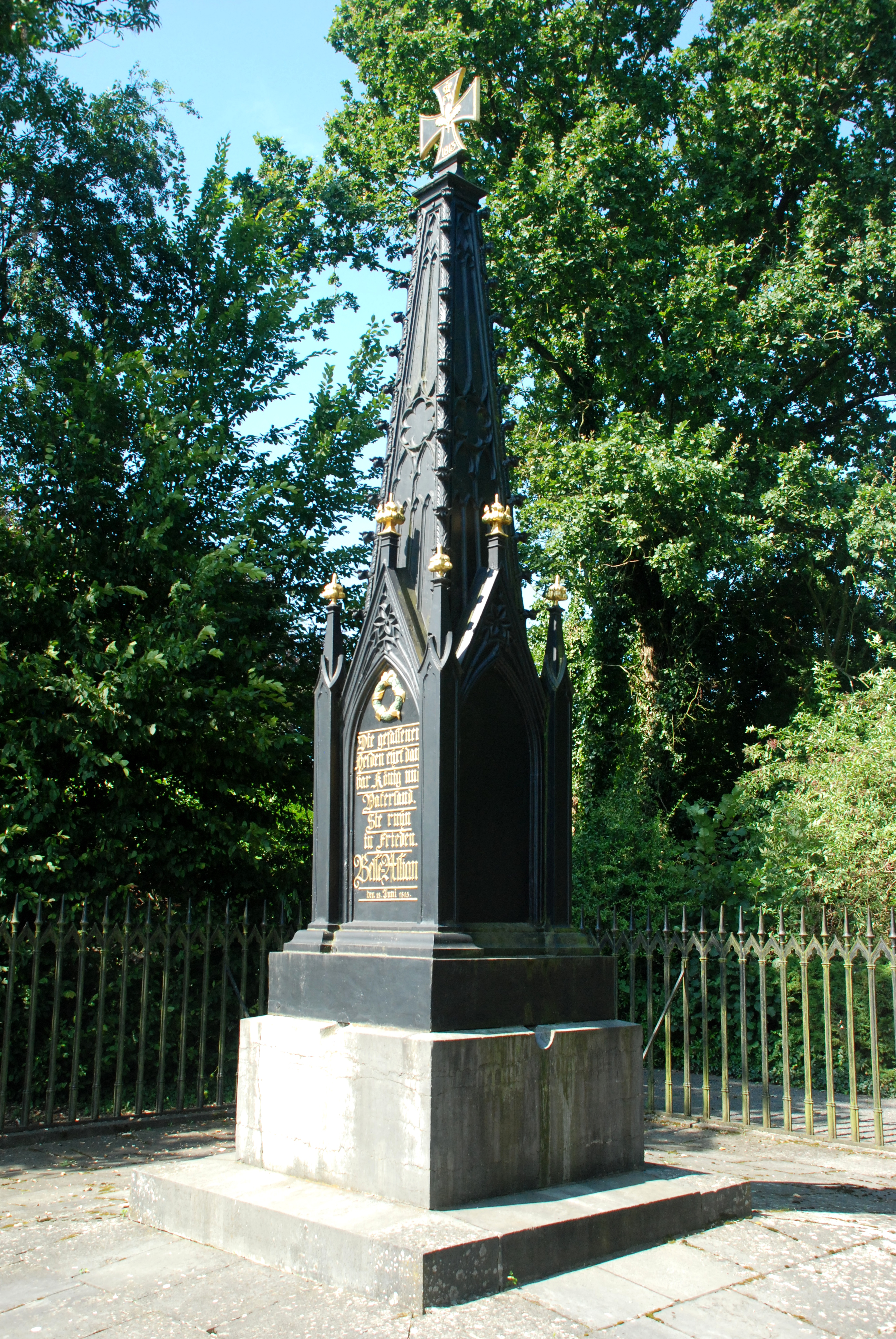
Monument prussien
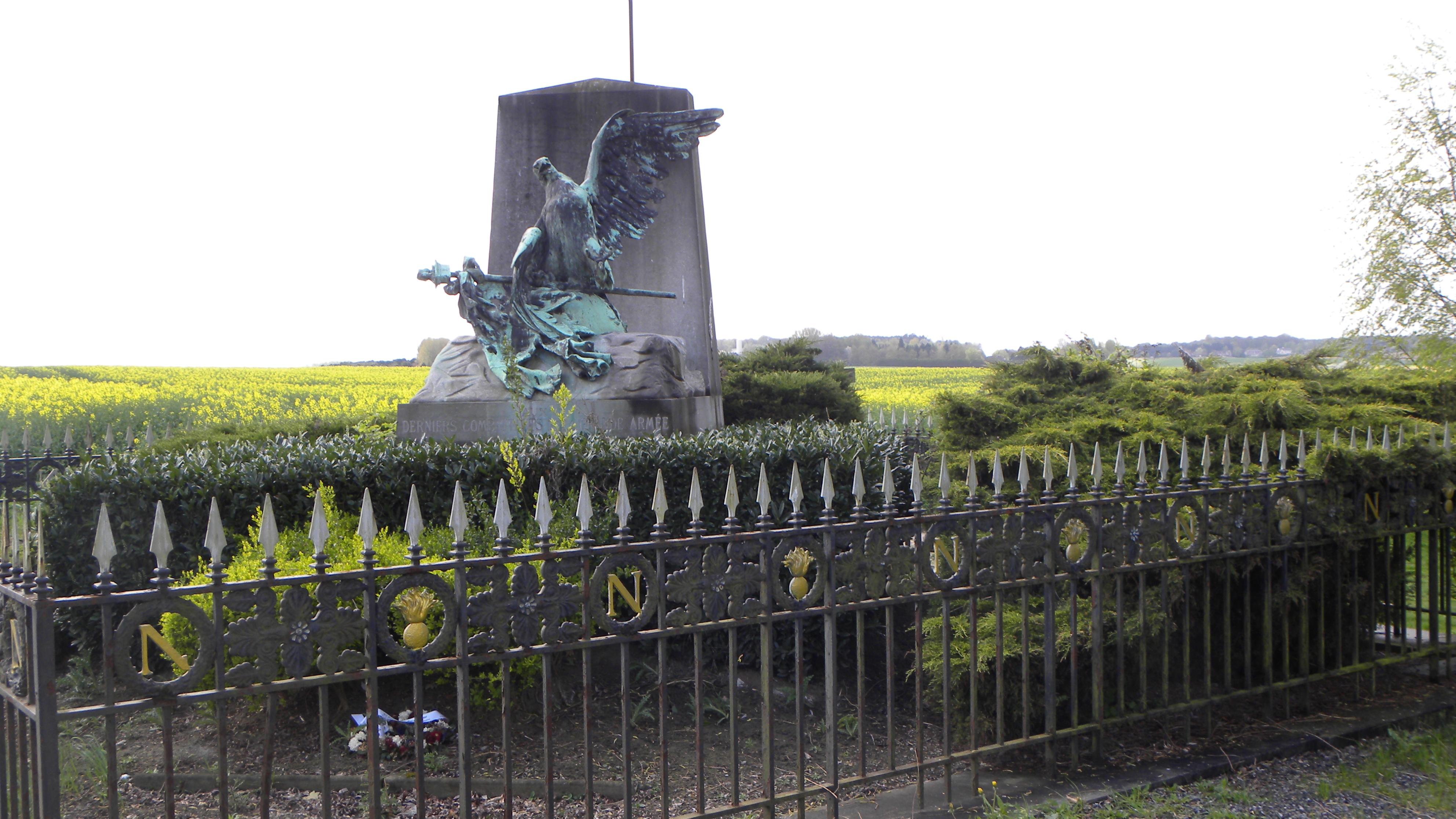
Monument aux derniers combattants de la Grande Armée (L’Aigle blessé).
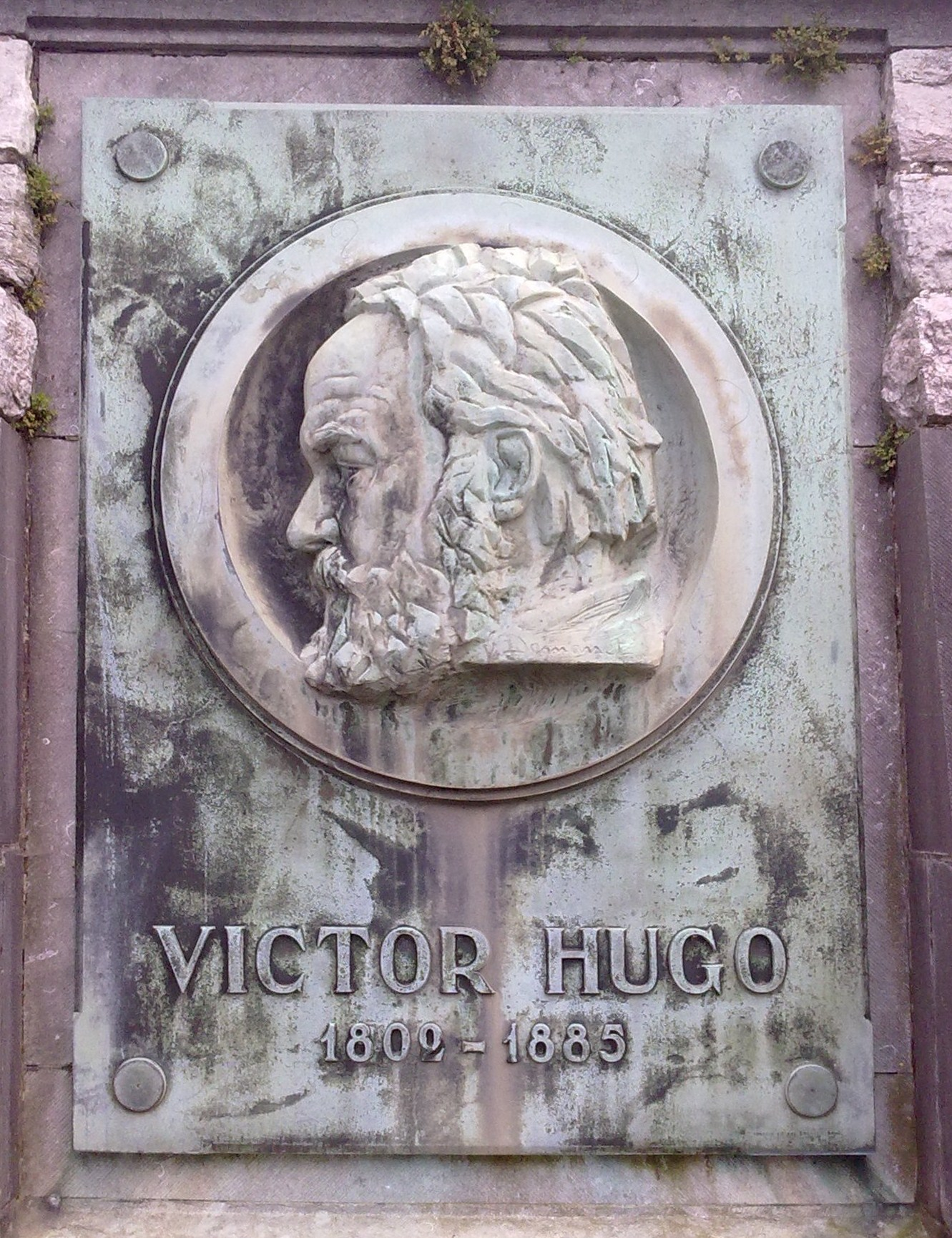
Colonne Victor-Hugo, portrait.

### Musées et tourisme

#### Mémorial 1815
Enterré au pied de la Butte du Lion, le Mémorial  permet de vivre une des époques les plus tourmentées de notre Histoire... comme si vous y étiez. Guidé par un soldat de votre armée favorite, vous découvrez la mécanique qui conduit inexorablement au cœur de la bataille, dans une expérience multisensorielle unique en Europe ! Pendant 15 minutes, vivez les phases clés, en taille réelle : sur un écran 3D, panoramique de 25 mètres de base, dans une salle truffée d'effets spéciaux.

#### Panorama

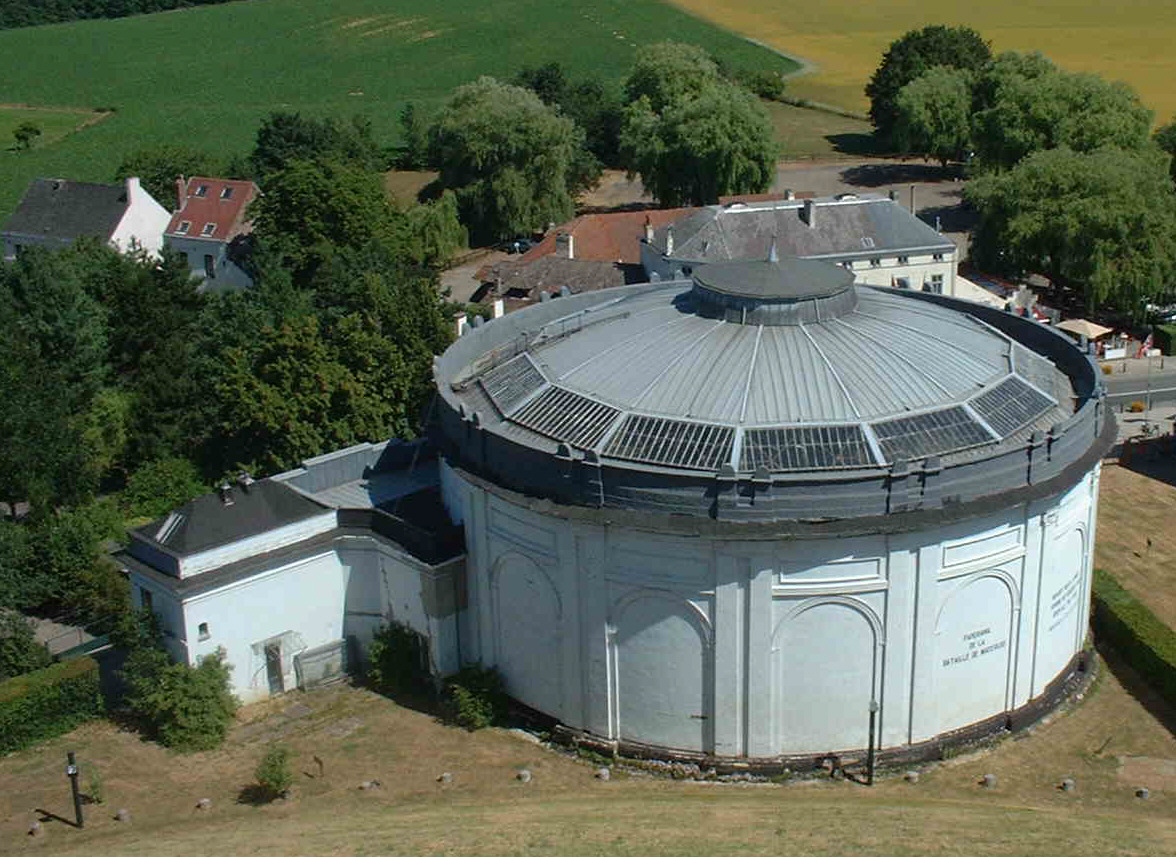
La salle du panorama de la bataille.

Le panorama se trouve dans bâtiment circulaire situé à côté de la butte du Lion. C'est une peinture de 110 mètres de circonférence et 12 m de haut, réalisée en 1912 par le peintre militaire français Louis-Jules Dumoulin aidé d'autres peintres et représentant un panorama de la bataille. Un système sonore à 360° reconstitue les bruits de la bataille. Entre le centre du panorama où sont les visiteurs et le panorama lui-même, une reconstitution du champ de bataille est réalisée par des aménagements divers : canons, mannequins de soldats et de chevaux,.

#### Ferme d'Hougoumont
Cette ferme fortifiée fut le cadre de combats meurtriers. Position avancée protégeant l'aile droite des alliés au même titre que la ferme de la Haie-Sainte et la ferme de Papelotte, Napoléon y déclencha l'action le 18 juin vers 11h30. Ce qui ne devait être au départ qu'une manœuvre de diversion est devenu le point le plus violent de la bataille. Les assauts français y furent terribles et vains. On s'y battit férocement jusque vers 19 heures. Le verger et le jardin changèrent sept fois de mains tandis que les bâtiments restèrent aux mains des 1 500 soldats de la coalition. Le corps de logis fut incendié. La maison que l'on voit aujourd'hui est l'ancienne maison du jardinier. Victor Hugo lui a consacré deux chapitres dans son ouvrage Les Misérables.

#### Bivouacs napoléoniens
Depuis plusieurs années ont lieu vers la date du 18 juin, à Plancenoit et à proximité de la ferme de Hougoumont, des bivouacs napoléoniens. De nombreux participants (près de 3 000), représentant les deux camps, en uniforme, à pied et à cheval, installent des bivouacs et simulent les combats. L'Empereur Napoléon fut représenté par l'acteur américain Mark Schneider en 2007 et 2008. De 2009 à 2015, le souverain a été incarné par Frank Samson, un avocat français,. Ce dernier était très souvent accompagné d'officiers d'état-major, issus de l'association Empire1804.
Du 18 au 21 juin 2015 a eu lieu la célébration du bicentenaire de la bataille, qui a donné lieu à un rassemblement très important de reconstitueurs de la période napoléonienne (près de 6 000 participants venus de 52 pays). Les soirées du 19 et du 20 juin, les reconstitutions, à guichets fermés depuis plusieurs mois, ont été suivies chacune par environ 60 000 spectateurs.

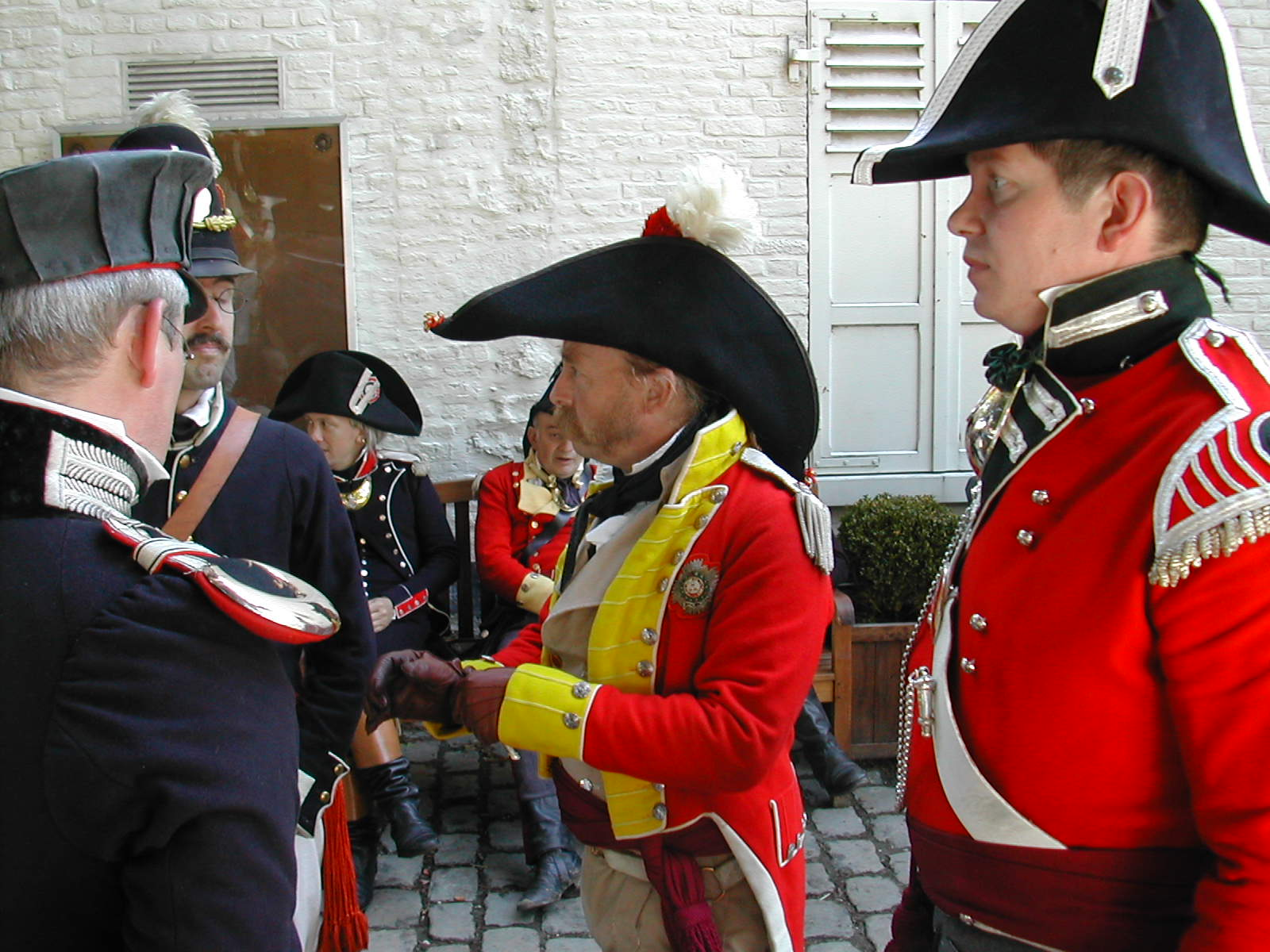
Officiers (édition 2004)
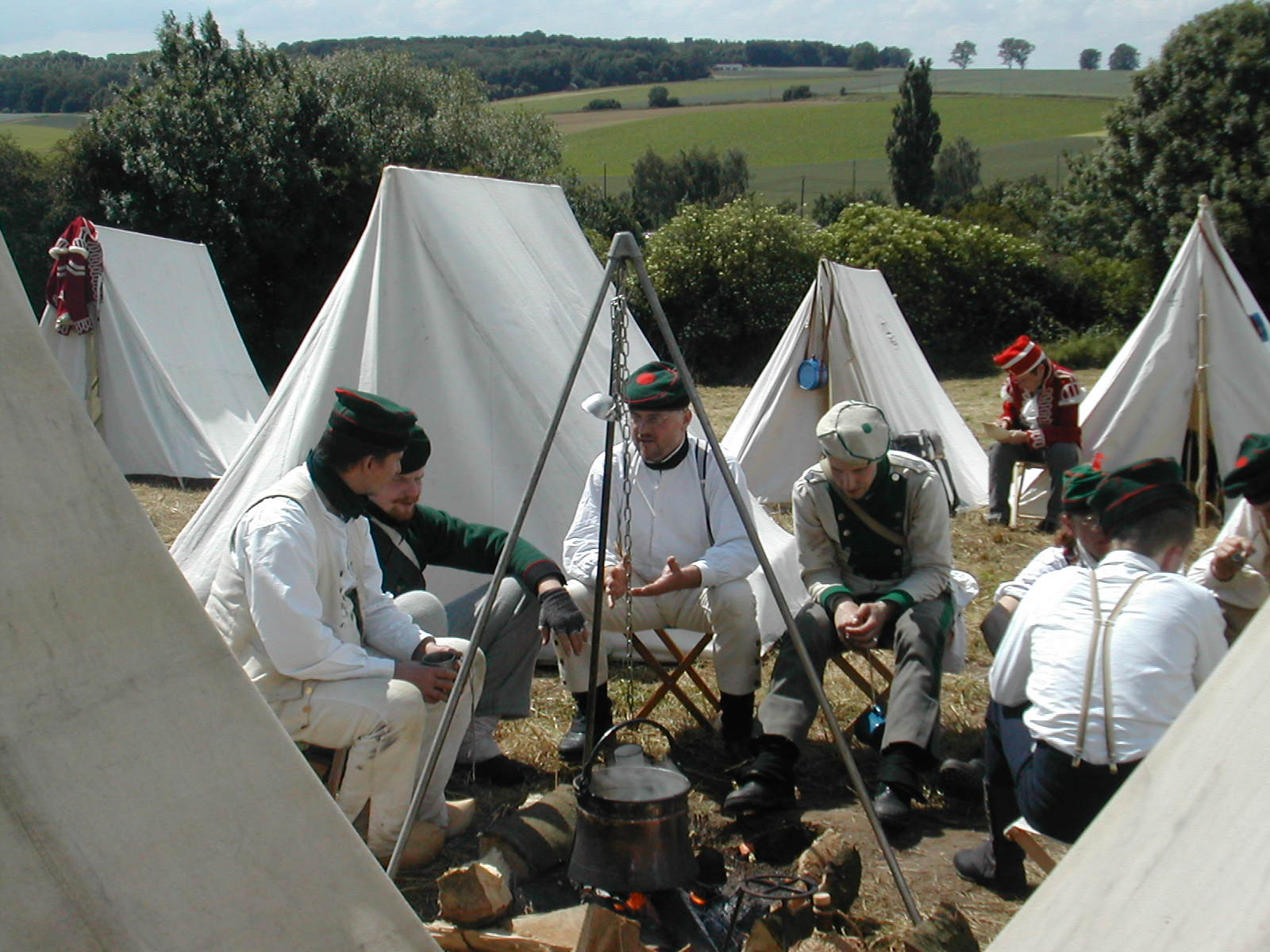
Cantonnement
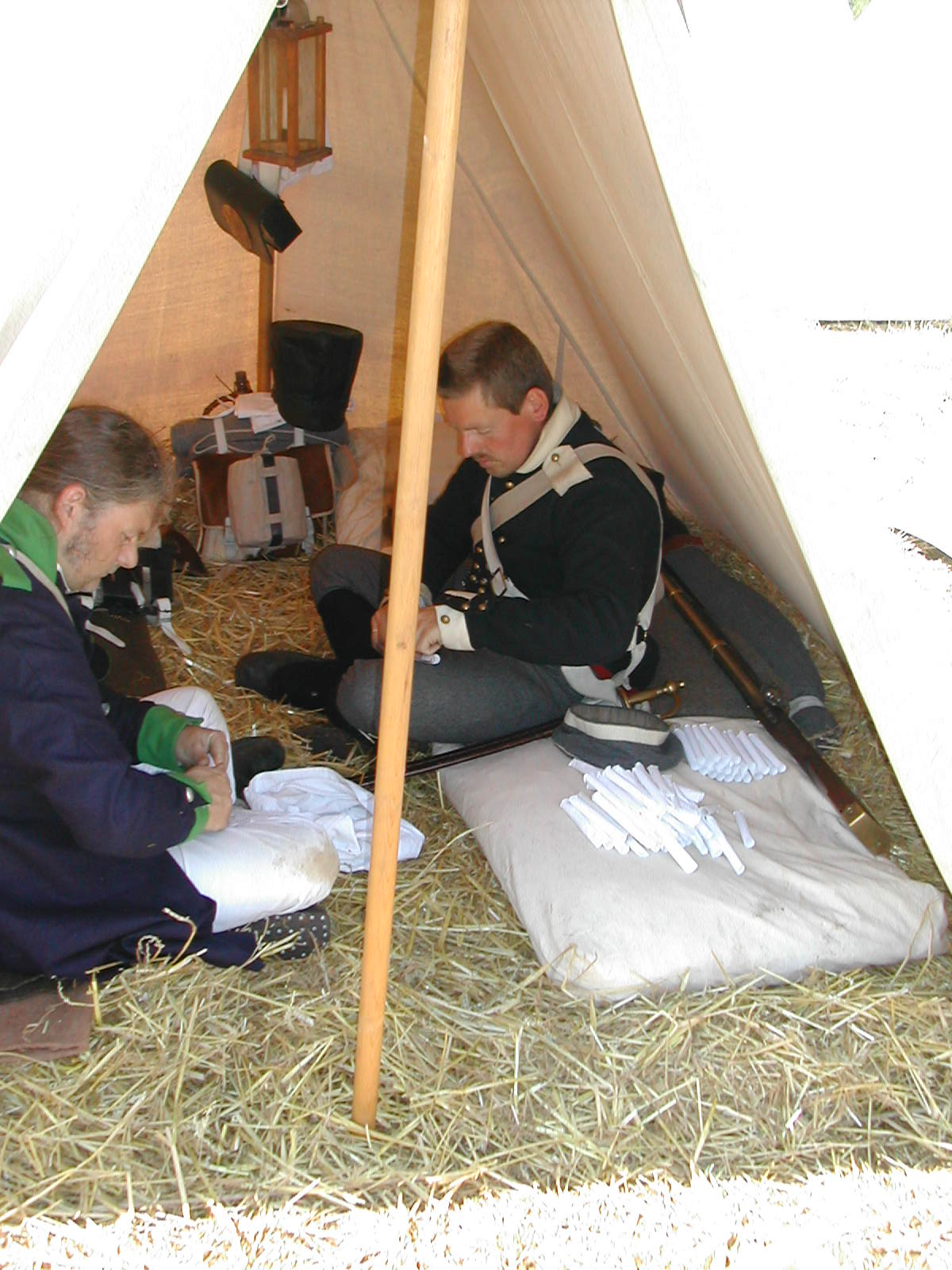
Préparation de la poudre
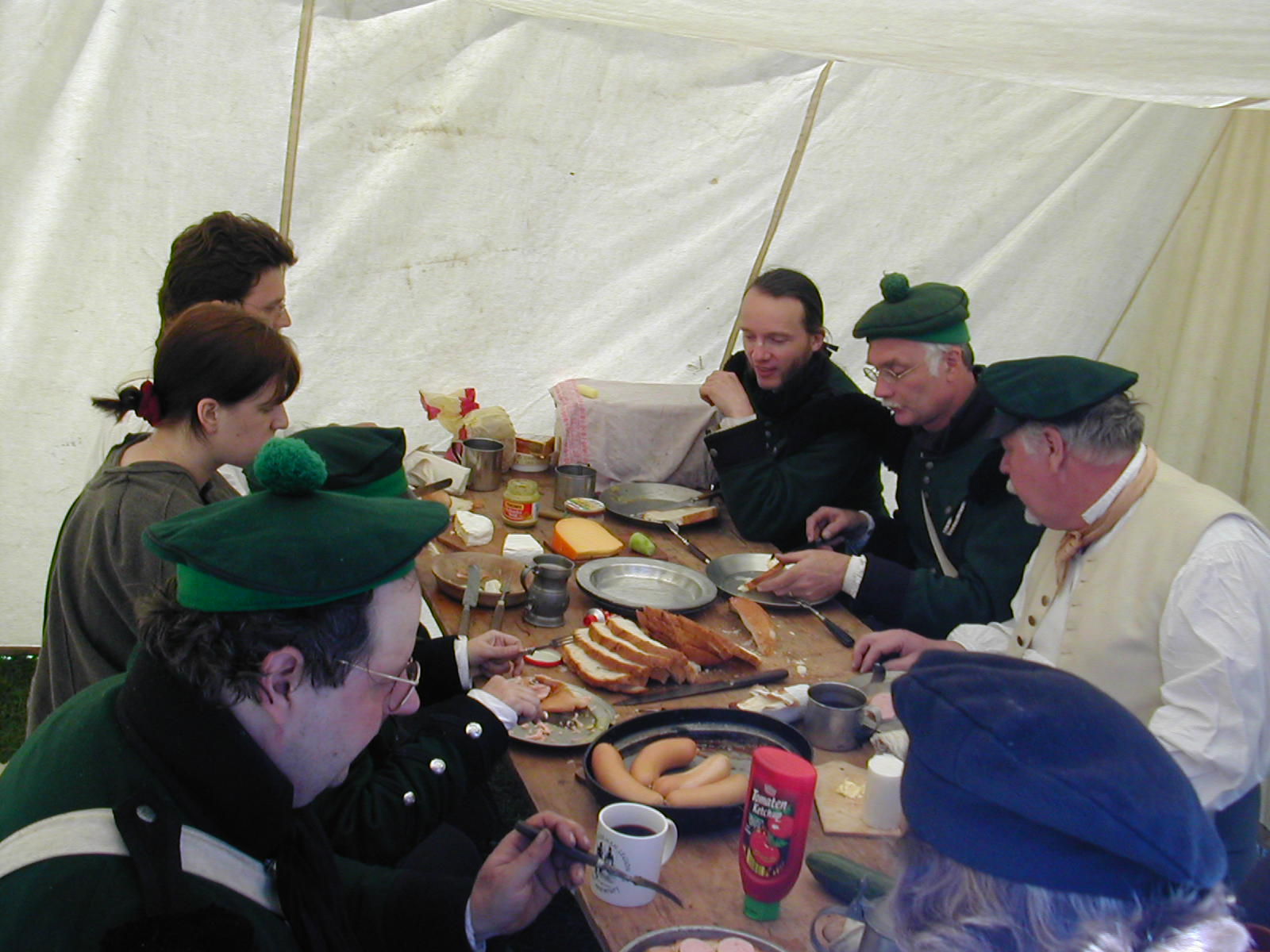
Repas
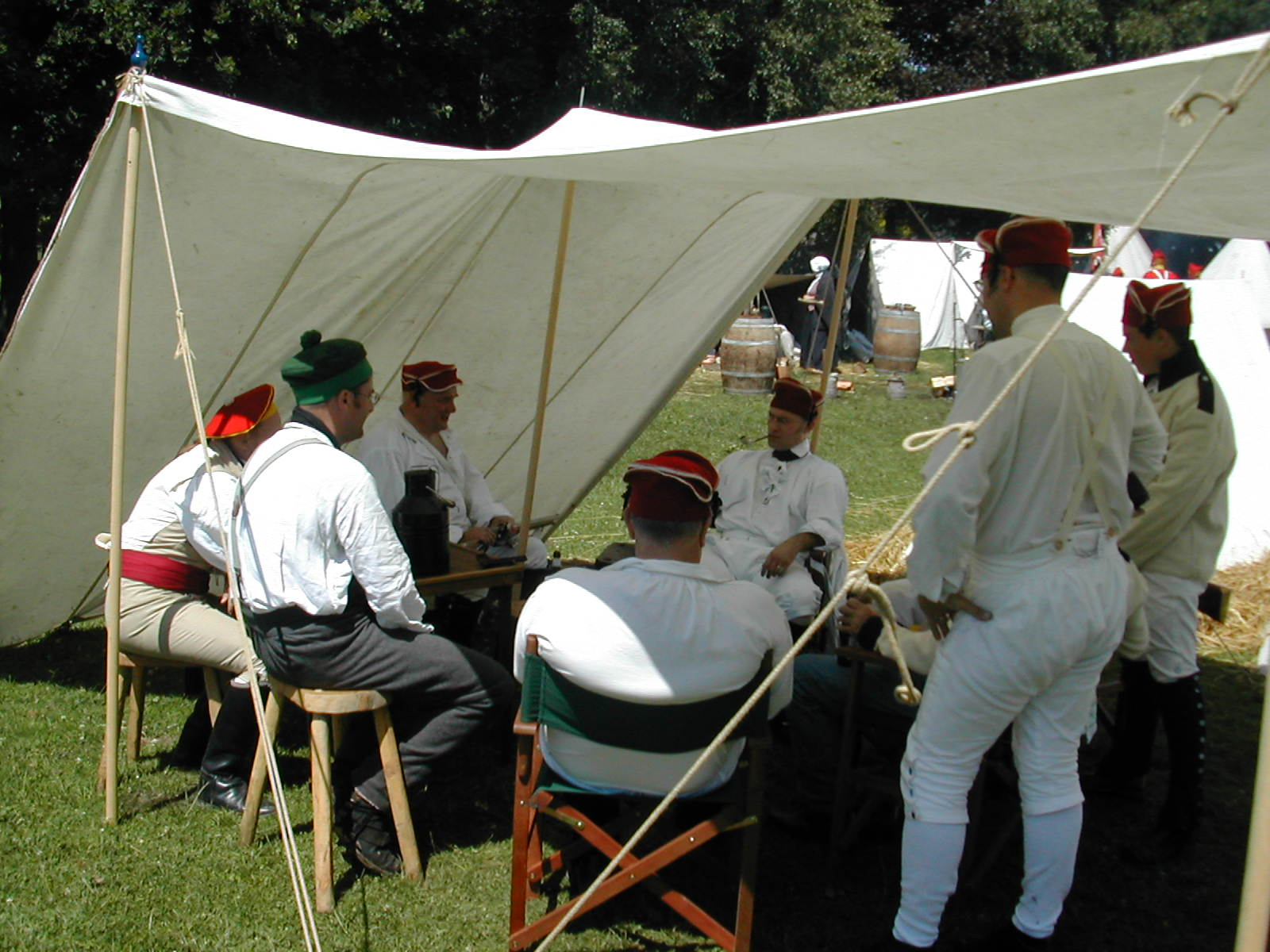
Détente
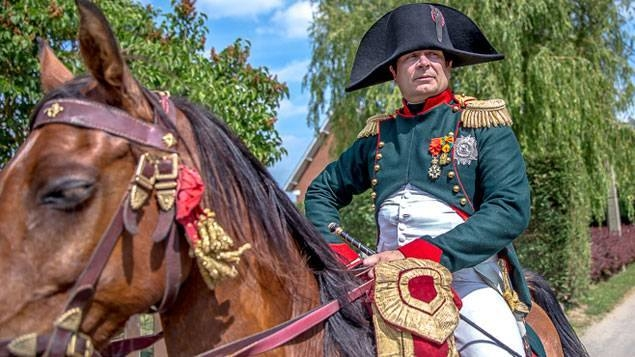
Frank Samson au bicentenaire de Waterloo 2015

#### Visites guidées
Les guides touristiques, régionaux et conférenciers, ainsi que les guides culturels et les médiateurs culturels ont tous accès au champ de bataille. Vous pouvez obtenir une liste de guides professionnels en contactant l'Union Professionnelle des Guides et médiateurs culturels de Belgique, reconnue par le SPF Économie.

#### Ferme du Caillou
La ferme du Caillou se situe à Genappe, en dehors du champ de bataille. C'est le dernier quartier général de Napoléon, elle fut pillée le soir du 18 juin par les Prussiens et incendiée le lendemain. Plus tard, elle a été partiellement reconstruite et est devenue depuis 1950 un musée où des souvenirs ont été rassemblés.

#### Musée Wellington
Le musée Wellington est situé au centre de Waterloo, en dehors du champ de bataille. Cet endroit fut le quartier général de Wellington. Le déroulement de la bataille y est clairement expliqué étape par étape. La collection de tenues et d'armes est extrêmement riche. On peut y voir, entre autres, les quatre types de fusil différents utilisés par les belligérants, un canon britannique, une fusée Congreve, etc.